# 国立台北科技大学
国立台北科技大学（こくりつたいぺいかぎだいがく、繁: 國立臺北科技大學、英: National Taipei University of Technology）は、台湾台北市にある工業（科学技術）大学である。大学の略称は北科大。前身は台湾総督府が設立した台北州立台北工業学校であり、100年近くの歴史があり、これまでに数多くの企業家を輩出しており台湾の工業大学では最高の学府である。1994年に大学として改編された。

## 歴史
| 年     | 月日 | 事跡 |
| ------ | ---- | --- |
| 1912年 | -    | 現所在地に「民政学部工業講習所」として開校 木工、金工、電工の3科を設置                                                  |
| 1914年 | -    | 「台湾総督府工業講習所」と改称                                                                                          |
| 1918年 | -    | 日本籍学生を対象に「台湾総督府工業学校」を敷地内に設置                                                                  |
| 1919年 | -    | 「台湾総督府工業講習所」を「台湾公立台北工業学校」と改称                                                                |
| 1921年 | -    | 「台湾総督府工業学校」を「台北州立台北第一工業学校」と改称 「台湾公立台北工業学校」を「台北州立台北第二工業学校」と改称 |
| 1921年 | -    | 「台北州立第一工業学校」と「台北州立第二工業学校」が統合 「台北州立台北工業学校」が開校                                 |
| 1945年 | 12月 | 「台湾省立台北工業職業学校」と改称                                                                                      |
| 1948年 | -    | 「台湾省立台北工業専科学校」に昇格                                                                                      |
| 1981年 | -    | 「国立台北工業専科学校」と改称                                                                                          |
| 1994年 | -    | 「国立台北技術学院」に昇格                                                                                              |
| 1997年 | -    | 「国立台北科技大学」と改称                                                                                              |

## 大学ランキング
- QS世界大学ランキング：第425位（2025年）[1]

- THE世界大学ランキング：第1001−1200位（2025年）[2]

- USニュース：ベストグローバル大学：1223位（2025年）[3]

- ARWU 世界大学学術ランキング（機械工学）：第201-300位[4]

- CWUR世界大学ランキング：第1070位（2025年）[5]

## 組織
| - 機電学院 - 機械工学系 - 車輛工学系/研究所 - 能源冷凍空調工学系/研究所 - 機電総合研究所 - 製造技術研究所 - 自動化科技研究所 - 機電科技研究所 - 電資学院 - 情報工学系/研究所 - 電機工学系/研究所 - 電子工学系/研究所 - 光電工学系/研究所 - 電脳通信研究所 - 人文科学学院 - 応用英文系 - 技術職業教育研究所 | - 工程学院 - 土木工学系 - 分子科学工学系 - 化学工学技術系 - 材料資源工学系 - 材料科学工学研究所 - 資源工学研究所 - 工学技術研究所 - 土木防災研究所 - 訊息科技研究所 - 化学工学研究所 - 有機高分子研究所 - 環境計画管理研究所 - 管理学院 - 工業工程管理系/研究所 - 経営管理系 - 商業自動化管理研究所 - 工商業管理研究所 - 設計学院 - 建築系 - 工業設計系 - 創造設計研究所 - 建築都市設計研究所 |

## 教員

### 歴代校長
| 区分              | 代     | 氏名         | 任期                   |
| ----------------- | ------ | ------------ | ---------------------- |
| 講習所            | 初代   | 隈本繁吉     | 1912年3月 - 1914年10月 |
| 講習所 工業学校   | 第2代  | 矢口玉五郎   | 1914年10月 - 1919年2月 |
| 工業学校          | 第3代  | 吉田佐次郎   | 1919年2月 - 1924年8月  |
| 工業学校          | 第4代  | 高井利五郎   | 1924年8月 - 1929年12月 |
| 工業学校          | 第5代  | 瀧波惣之進   | 1929年12月 - 1940年2月 |
| 工業学校          | 第6代  | 千千岩助太郎 | 1940年2月 - 1940年5月  |
| 工業学校          | 第7代  | 二瓶醇       | 1940年5月 - 1945年12月 |
| 台北工職          | 第8代  | 杜德三       | 1945年12月 - 1946年9月 |
| 台北工職          | 第9代  | 王石安       | 1946年9月 - 1946年10月 |
| 台北工職 台北工専 | 第10代 | 簡卓堅       | 1946年10月 - 1949年7月 |
| 台北工専          | 第11代 | 顧柏岩       | 1949年7月 - 1952年12月 |
| 台北工専          | 第12代 | 宋希尚       | 1952年12月 - 1953年5月 |
| 台北工専          | 第13代 | 康代光       | 1953年5月 - 1958年2月  |
| 台北工専          | 第14代 | 張丹         | 1958年2月 - 1965年2月  |
| 台北工専          | 第15代 | 趙国華       | 1965年2月 - 1972年1月  |
| 台北工専          | 第16代 | 唐智         | 1972年1月 - 1984年12月 |
| 台北工専          | 第17代 | 張文雄       | 1984年12月 - 1988年8月 |
| 台北工専          | 第18代 | 康代光       | 1988年5月 - 1989年8月  |
| 台北工専 台北科大 | 第19代 | 張天津       | 1989年8月 - 2004年2月  |
| 台北科大          | 第20代 | 李祖添       | 2004年2月 - 2011年2月  |
| 台北科大          | 第21代 | 姚立德       | 2011年2月 - 2018年2月  |
| 台北科大          | 第22代 | 王錫福       | 2018年2月 -            |

## スポーツ・サークル・伝統
- 台北州立台北工業学校時代に3度、甲子園に出場している（第11回全国中等学校優勝野球大会、第14回全国中等学校優勝野球大会、第18回全国中等学校優勝野球大会）。このうち第14回全国中等学校優勝野球大会ではベスト8に進出。また、「幻の甲子園」と呼ばれた文部省主催の1942年の全国中等学校野球大会にも出場している。

## 主な出身者
- 学術界
  - 蔡秉燚 - N95マスクフィルターの発明者であり、テネシー大学の教授
  - 陳一郎 - 明志科技大学教授
  - 莊祖煌 - 台北科技大学副教授

- 財界
  - 吳清友 - 誠品書店会長
  - 童子賢 - ASUS創業者
  - 葉儀皓 - 義隆電子股份有限公司会長
  - 卓火土 - 宏達國際電子股份有限公司会長

- 政界
  - 何智輝 - 国会議員
  - 黃木添 - 国会議員
  - 李全教 - 第4、5、6代国会議員，第2代台南市議会議長
  - 王廷興 - 国民大会代表
  - 高玉樹 - 台北市長、交通大臣
  - 謝進男 - 国家通訊伝播委員会成員
  - 蔡堆 - 交通部大臣
  - 張慶忠 - 国会議員
  - 李四川 - 第38代行政院事務総長, 中国国民党事務総長，高雄市副市長
  - 沈栄津 - 経済部官僚、第34代経済部部長

- スポーツ
  - 関口清治 - 野球選手
  - 熊耳武彦 - 野球選手
  - 茅野秀三 - 野球選手

- 芸術
  - まど・みちお - 詩人・作詞家
  - 庾澄慶 - 歌手

## 協定校
- アメリカ合衆国
  - Penn. State. University, College of Education
- 日本
  - 東京大学
  - 大阪大学
  - 北海道大学
  - 九州大学
  - 大阪工業大学
  - 名古屋工業大学
  - 秋田大学
- イギリス
  - Brunel University West London
  - The Manchester Metropolitan University
  - Kingston University
- ドイツ
  - Technical University of Berlin
  - Fachhochschule Trier
  - Trier University of Applied Sciences
- 中華人民共和国
  - 北京科技大学
  - 北京連合大学
  - 北京工業大学
  - 北京理工大学
  - 南京理工大学
  - 武漢理工大学
  - 中国科学院自動科学研究所
  - ハルビン工業大学
  - 瀋陽大学
  - 瀋陽工業大学
  - 華中科技大学
  - 湖南大学
  - 山東科技大学
  - 復旦大学
  - 天津大学
- カナダ
  - Ryerson University
- ハンガリー
  - Budapest Polytechnic of Technology
- ガンビア
  - ガンビア大学
- チェコ
  - Vsb-Techicka Univerzita Ostrava